# M-95 Degman
Der M-95 Degman ist der Prototyp eines kroatischen Kampfpanzers auf der Grundlage des M-84, dem in jugoslawischer Lizenz gefertigten sowjetischen Kampfpanzer T-72A. Der M-95 Degman erhielt durch einen neuen Turm, verbesserter Bewaffnung und der Verwendung moderner Militärtechnik eine erhebliche Kampfwertsteigerung.

## Geschichte
Die Kampfwertsteigerung des M-84 wurde in jugoslawischer Zeit unter dem Namen Vihor begonnen. Im Kroatienkrieg verblieb der Prototyp in der Maschinenbaufabrik Đuro Đaković in Slavonski Brod (Kroatien). 1993 wurde beschlossen, das Projekt unter dem Namen „Degman“ wiederaufzunehmen und zu Ende zu führen. Während des Krieges wurden sehr viele Erfahrungen bezüglich der Schwachpunkte des M-84 gesammelt, vor allem bei der Lagerung der Munition im Panzer.
2003 wurde der erste Prototyp des Degman II vorgestellt. Bis 2006 wurden zwei weitere Prototypen fertiggestellt, die bis Ende 2006 bis zur Serienreife entwickelt und getestet werden sollten. Eine wesentliche Verbesserung gegenüber dem M-84 stellt der neue Turm des M-95 Degman dar, der eine Mehrschichtpanzerung mit Silikateinlagen aufweist, die das Panzerungsniveau deutlich verbessert. Zusätzlich wurde Reaktivpanzerung angebracht, die das Schutzniveau gegen Raketen und Hohlladungsgeschosse deutlich erhöht. Weitere Verbesserungen sind die Nachtkampffähigkeit, der Einbau moderner Feuerleit- und Kommunikationssysteme, eine Verstärkung der Bodenplatten gegen Panzerminen und Sprengsätze sowie die Möglichkeit des Einbaus eines 1.000 PS starken Vielstoffmotors, der dem 44,5 Tonnen schweren M-95 Degman in Bezug auf Beschleunigung, Agilität und Geschwindigkeit eine sehr gute Leistungsfähigkeit verleiht.
Der M-95 Degman besitzt eine modulare Konfiguration, die es ermöglicht, ihn je nach Bedarf auszustatten.
Das „Projekt Degman“ hat eine ungewisse Zukunft, da trotz dessen bemerkenswerter Leistungsmerkmale und sehr guter Eigenschaften bisher keine Entscheidung des kroatischen Verteidigungsministeriums zu dessen Beschaffung gefallen ist. Den Vorrang haben nunmehr die Beschaffung von 126 modernen Radpanzern des Typs Patria AMV, sowie modernen, leichteren und beweglicheren Waffensystemen.
Im Oktober 2024 wurde bekanntgegeben, dass Kroatien bis zu 50 neue Leopard 2A8 Panzer von Deutschland bestellen wird.

## Weitere technische Daten
- Schuss/min: max. 8 (22 im automatischen Lader)
- Feuerleitsystem: OMEGA-D
- Kletterfähigkeit: max. 58 Prozent
- Querneigung: max. 47 Prozent
- Preis: etwa 2,1 Mio. Euro